# Club Deportivo Badajoz
Maillots
Le Club Deportivo Badajoz est un club de football espagnol basé à Badajoz en Estrémadure, qui évolue en Primera División RFEF.

## Histoire
Le club passe 20 saisons en Segunda División (2e division espagnole) : tout d'abord de 1953 à 1960, puis lors des saisons 1965-1966 et 1967-1968, et enfin de 1992 à 2003.
Il obtient son meilleur classement en deuxième division lors des saisons 1995-1996, 1996-1997 et 1997-1998, où il se classe à chaque fois sixième du championnat.
Javier Tebas a présidé le club pendant deux ans (2000-2002).

## Localisation
| CD Badajoz |

## Anciens joueurs
- Fernando D'Amico
- Alejandro Mancuso
- Martín Romagnoli
- Ivica Barbarić
- Adelardo
- Óscar de Paula
- Eloy
- Gerardo
- Paco Herrera
- Xavi Moro
- Pedro Munitis
- Francisco Villarroya
- Sipo Bohale
- Prince Daye
- Carlos Luis Torres
- Pablo Zegarra
- Valeri Broshine